# Marion Scrymgour

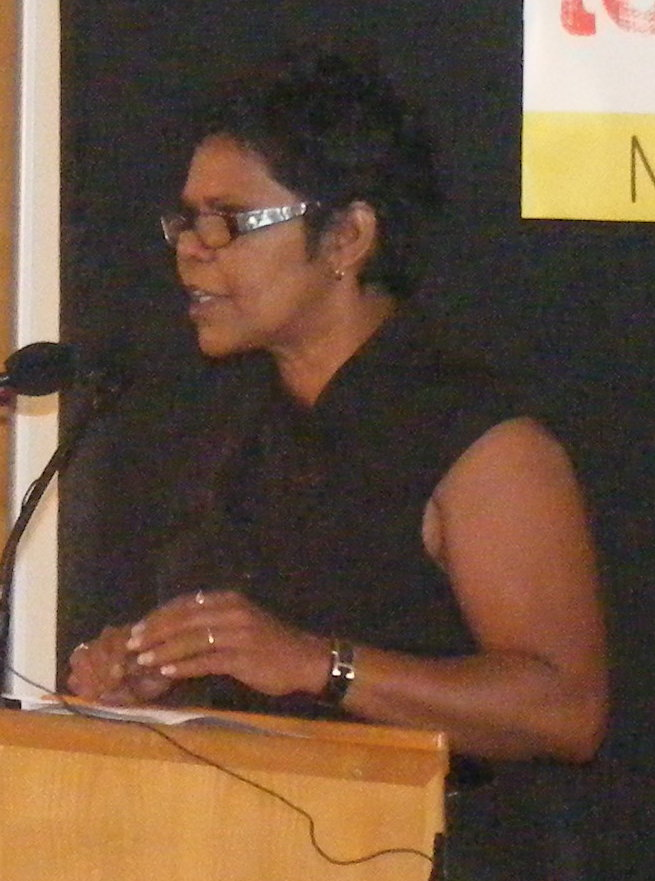
Marion Scrymgour

Marion Rose Scrymgour (* 1960, Darwin) ist eine australische Politikerin der Australian Labor Party. Sie war die erste Ministerin und die erste zeitweilige Ministerpräsidentin, die von den Aborigines abstammte.

## Leben
Ihre Mutter war eine Aborigine von den Tiwi-Inseln; ihr Vater wurde als Kind wegen der australischen Assimilierungspolitik, die mit dem Begriff Gestohlene Generation in die Geschichte einging, aus dem zentralen Australien dorthin verbracht. Scrymgour besuchte die Schule in Darwin und beendete ihre Schullaufbahn mit dem HSC, was in etwa dem deutschen Abitur entspricht. Sie entschied sich gegen eine weitere Ausbildung und arbeitete in verschiedenen offiziellen Büros als Angestellte. Marion Scrymgour bildete sich in Lehrgängen über Schriftverkehr, Buchhaltung, Administration und Gesundheitswesen fort. Sie arbeitete bei der Wurli Wurlinjang Aboriginal Corporation in führender Position, koordinierte verschiedene soziale Programme in der Umgebung von Katherine im Northern Territory und wurde Direktorin der Katherine West Health Board Aboriginal Corporation. Sie war auch ein aktives Mitglieder der Liquor, Hospitality and Miscellaneous Union und repräsentierte die Gewerkschaft auf einer nationalen Konferenz der Australian Labor Party.
Marion Scrymgour ist mit David Dalrymple verheiratet und hat drei Kinder.

## Politik
Scrymgour ist ein Mitglied der Australian Labor Party und kam in die Politik nach ihrem Wahlsieg im Northern Territory im Jahre 2001, als sie diese Wahl gegen ihre Rivalin von der Country Liberal Party gewann. Sie war die erste Aborigine, die eine Wahl auf diese Weise gewann. Seit August 2001 vertritt sie in der Northern Territory Legislative Assembly den Wahlkreis Arafura, der sich über das Arnhem Land und die Tiwi-Inseln erstreckt.
Zwei Jahre später, am 17. Dezember 2003, wurde sie bei der Umbesetzung der Regierung als Gesundheitsministerin die Nachfolgerin von Jane Aagaard. Sie übernahm auch die Aufgaben der Familien- und Sozialvorsorge, Umwelt, Kultur- und Denkmalpflege. Damit war sie die erste australische Aborigine-Frau, die in einem Regierungskabinett einen Ministerposten bekleidete.
Als Ministerin führte sie das Substance Abuse Select Committee, das die Ursachen für das gesundheitsschädliche Kleberschnüffeln und die Gewalttätigkeit in den Aborigine-Gemeinschaften untersuchte. Nach der Wahl im Jahre 2005 ernannte man sie zur Ministerin für Umweltschutz, Kunst und Kultur. Nach der Regierungsumbesetzung am 13. August 2007 wurde sie zuständig für Kunst und Museen, erhielt die Aufgabe für Familien- und Gemeinschaftsschutz zu sorgen, ferner wurde sie Ministerin für Kinderschutz. Sie plante die Gesetze zum Schutz des kulturellen Erbes zu überarbeiten und ein überstaatliches Kultur-Gremium zu installieren, das zum Schutz wichtiger kultureller Orte und Plätze, die bereits in verschiedenen Staaten existieren, eingerichtet werden sollte.
Sie wurde zum Deputy Chief Minister of the Northern Territory (Stellvertretender Ministerpräsident) im November 2007 gewählt, als der vorherige Minister Syd Stirling abdankte. Scrymgour bekleidete damit eines der ranghöchsten Regierungsämter eines Bundesstaates in der Geschichte Australiens.
Im Januar 2008 wurde sie zum Chief Minister of the Northern Territory (Ministerpräsident) für zwei Wochen berufen, während der amtierende Ministerpräsident Paul Henderson im Urlaub war; somit war sie die erste Aborigine, die das höchste politische Amt auf der Ebene der australischen Bundesstaaten innehatte.
Am 9. Februar 2009 trat Scrymgour aus gesundheitlichen Gründen von allen Ministerämtern zurück.
Am 1. Juni 2009 gab Scrymgour bekannt, dass sie die Entwicklung der Aborigines in 20 große Gemeinschaften fördern und das Engagement in sogenannte "homeland" und "outstation" nicht intensiviert. Sie sagte, dass sie dies wegen ihrer körperlichen Verfassung tun muss und dass sie sich stark fühlt, weil wir die Aborigines angelogen haben. Am 4. Juni nach einer starken Spekulation in den Medien, trat sie aus der Labor Party aus und reduzierte sie damit zu einer Minderheitsregierung.